# Villa Buzzaccarini (Monselice)
Villa Buzzaccarini è una villa veneta sita a Monselice, in località Marendole, appartenuta alla nobile famiglia padovana dei Buzzaccarini.

## Storia

### Il sito prima della costruzione della villa
Fino ai primi anni del Cinquecento il territorio di Marendole era esclusivamente legato all'attività estrattiva della scaglia rossa a scopi edilizi. Non era infatti possibile coltivare la campagna circostante, in buona parte impaludata, e la calce delle cave di questa zona venne sempre considerata di ottima qualità tanto da essere addirittura menzionata e consigliata dall'architetto Vincenzo Scamozzi nel suo trattato "Dell'idea dell'architettura universale". La presenza della famiglia Buzzaccarini in questo territorio è riportata già dalla prima metà del XIV secolo ed è da imputarsi proprio all'attività estrattiva. Il primo esponente ad essere citato è Pataro Buzzaccarini il quale aveva a Marendole diverse proprietà, tra le quali una fornace da mattoni, ma nessuna abitazione signorile.
Sul basso colle dove ora sorge la villa, lo storico del Settecento Jacopo Salomonio nel suo "Inscriptiones Agri Patavini", rifacendosi a sua volta allo storico padovano Lorenzo Pignoria, riporta che "v'era qui una forte Rocca per guardia del fiume da Ezzelino distrutta nel 1237". Ancora prima i documenti parlano di un "Castrum fortissimum muris, fossibus et aggeribus munitum".
Non c'era quindi alcun palazzo ma piuttosto, fino alla sua distruzione, una fortezza fluviale, piuttosto comune in questo territorio che serviva per controllare e proteggere i trasporti di materiali edilizi cavati in loco e trasportati via fiume da Marendole, dov'era presente un piccolo porto alle pendici dello stesso colle, a Padova.

### Costruzione della villa

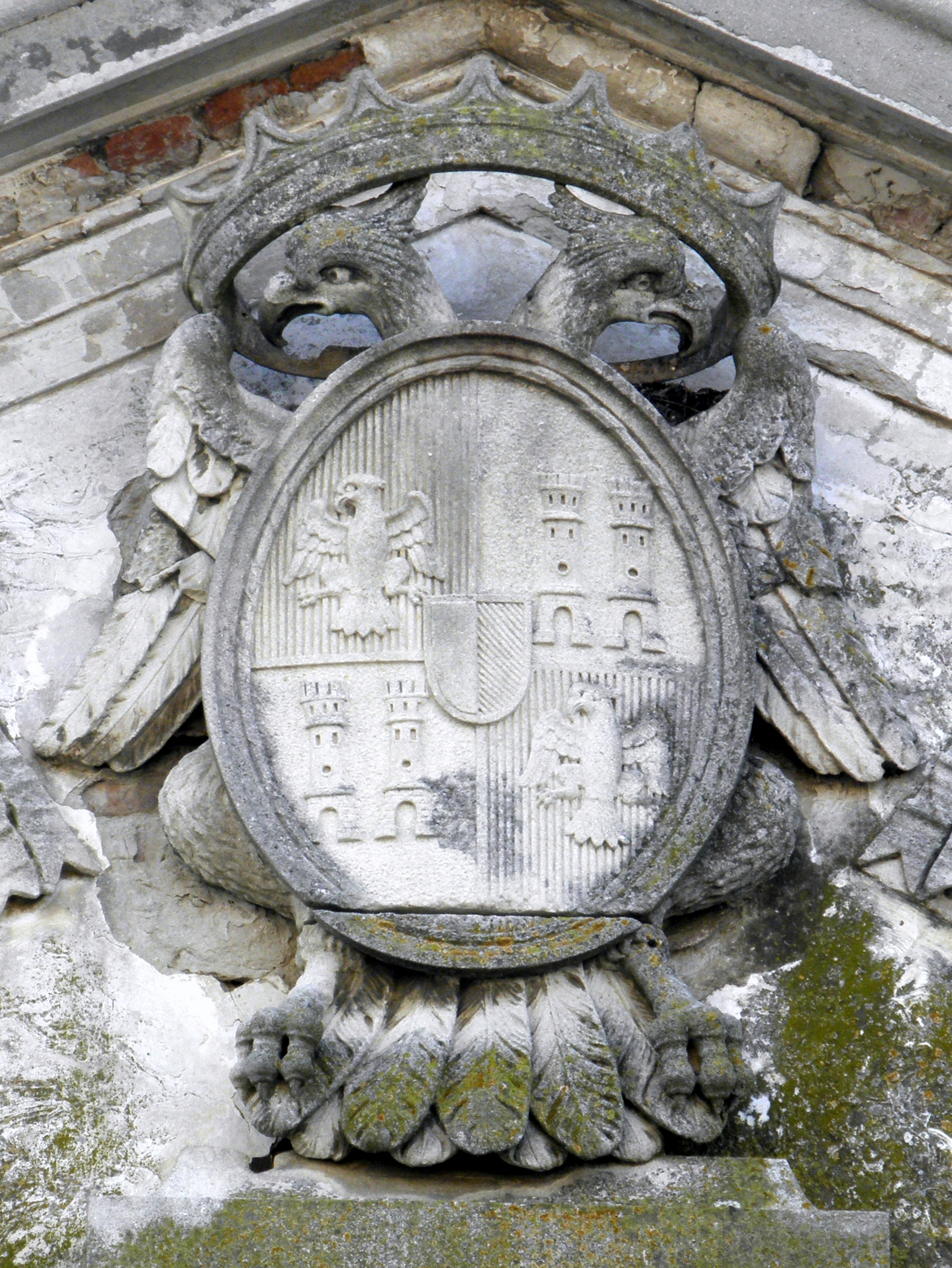
Stemma della famiglia Buzzaccarini come appare sul timpano di Villa Buzzaccarini di Cartura

Due estimi delle proprietà del conte Duse Buzzaccarini nel borgo di Marendole, uno dell'anno 1489 e l'altro del 1492, riportano una differenza sostanziale: nell'ultimo, infatti, appare una "casa de muro" che nel precedente non veniva menzionata. Questa nuova costruzione fu proprio il primo nucleo di Villa Buzzaccarini, la quale venne edificata sulle rovine della fortezza fatta demolire da Ezzelino III da Romano, i cui basamenti sono ancora ben visibili nella struttura attuale. La sua costruzione venne decisa per far fronte all'aumento delle attività economiche del territorio. Infatti, all'attività estrattiva, andava ora ad aggiungersi quella agricola, a seguito della bonifica operata dalla Repubblica di Venezia a cavallo tra Quattrocento e Cinquecento e della conseguente coltivabilità delle campagne.
I primi fabbricati furono senz'altro l'edificio principale, a pianta quadrata, e la barchessa a "L", separati da un cortile di trachite con al centro un pozzo. La successione di queste strutture, infatti, è quella tipica dei palazzi di campagna della fine del XV secolo così come anche la struttura interna. 
Venne inoltre costruito un muro per delimitare il parco e la cappella privata della villa. Quest'ultima, a seguito dell'istituzione della parrocchia di Marendole, venne donata alla Diocesi di Padova perché divenisse la sede parrocchiale, a patto che venisse riservata alla famiglia dei marchesi una nicchia a fianco dell'altare maggiore per assistere alla celebrazione della messa. La chiesa venne poi ampliata a più riprese e in diverse epoche per adempiere alle funzioni di sede parrocchiale ma la "nicchia dei marchesi" è stata conservata. Di datazione certa è inoltre il ponte in muratura poco distante che collega le due rive del Canale Bisatto il quale riporta su una pietra del parapetto l'iscrizione "Consortes de Buzzacarinis Aere Proprio Aedificandum Curarunt Anno MDXCI" (trad. "I consorti Buzzaccarini ne ordinarono la costruzione a proprie spese nell'anno 1591").
Le altre adiacenze vennero aggiunte in seguito. La datazione per queste è incerta e diversa per ognuna di esse.

### Divisione della proprietà
La villa rimase un'unica proprietà fino ai primi anni del Settecento. In tale data vengono riportati alcuni lavori nel complesso e in particolare l'erezione di un muro che taglia in due la proprietà e il parco da nord a sud.
Dello stesso periodo è una delle uniche rappresentazioni di Villa Buzzaccarini, un'incisione del 1700 (qualche anno prima della divisione quindi) ad opera dell'artista Vincenzo Coronelli.
Da questo momento in avanti le due parti del complesso seguiranno vicende diverse.
La parte est, comprensiva delle antiche scuderie e del lato lungo della barchessa storica, subì una profonda ristrutturazione nei primi decenni del Settecento, assumendo la conformazione attuale. Tra le aggiunte spicca la nuova cappella gentilizia dedicata a San Luigi e costruita in stile rococò. È uno degli unici esempi di questo stile nel territorio di Monselice. La proprietà venne mantenuta dai marchesi fino alla seconda metà del Novecento e usata come abitazione di villeggiatura. 
La parte ovest rimase di proprietà dei Buzzaccarini fino alla seconda metà dell'Ottocento, quando venne venduta ai conti Cittadella-Vigodarzere i quali la cedettero poi alla famiglia Boggiani.
La villa compare nel catasto napoleonico del 1808 e in quello austriaco del 1838. Entrambe le visure confermano che la planimetria degli edifici già agli inizi dell'Ottocento era grossomodo quella attuale.

### Dal Novecento
Ad inizio Novecento la parte ovest venne acquisita dall'ing. Ernesto Breda che la trasformò in un'azienda agricola. A lui si deve la costruzione delle moderne stalle, edificate in luogo di quelle antiche, andate distrutte e delle quali permangono solo due arcate. Venne inoltre gettata l'aia di cemento sopra l'originale in trachite, piazzale per far essiccare i raccolti, mentre l'intera struttura quadrangolare, compreso il piano nobile affrescato, venne adibito ad essiccatoio e granaio.
Con lo scoppio della prima guerra mondiale l'edificio fu requisito dal Regio Esercito e usato come comando. Lasciato dalle truppe a guerra finita, rimase in stato di semiabbandono. Durante la seconda guerra mondiale il complesso venne usato brevemente come comando dalla Wehrmacht. 
Dal secondo dopoguerra fino agli anni sessanta del Novecento il complesso ovest venne abitato da numerose famiglie di braccianti che lavoravano nell'azienda agricola che lì aveva sede. Fu poi venduto più volte fino ad essere acquistato, nel 2001 dall'attuale proprietà che nel 2006 iniziò il restauro del corpo principale e, nel 2014, delle adiacenze.
La villa ospita una struttura ricettiva, aree per eventi e alcune abitazioni private.

## Architettura

### Edificio centrale
L'edificio centrale, a pianta quadrata, si compone di tre piani. 
Il piano terra è seminterrato e scavato per metà direttamente nella scaglia rossa di cui è fatto il colle. È fatto di tre ambienti provvisti d'accesso solo a sud: uno centrale, più lungo, ricalca le dimensioni del salone soprastante, e due laterali più corti. Tutti gli ambienti sono caratterizzati da soffitto a volta. La presenza di un camino con forno nella stanza di destra la identifica come l'antica cucina mentre gli altri locali erano usati come cantine e depositi. 

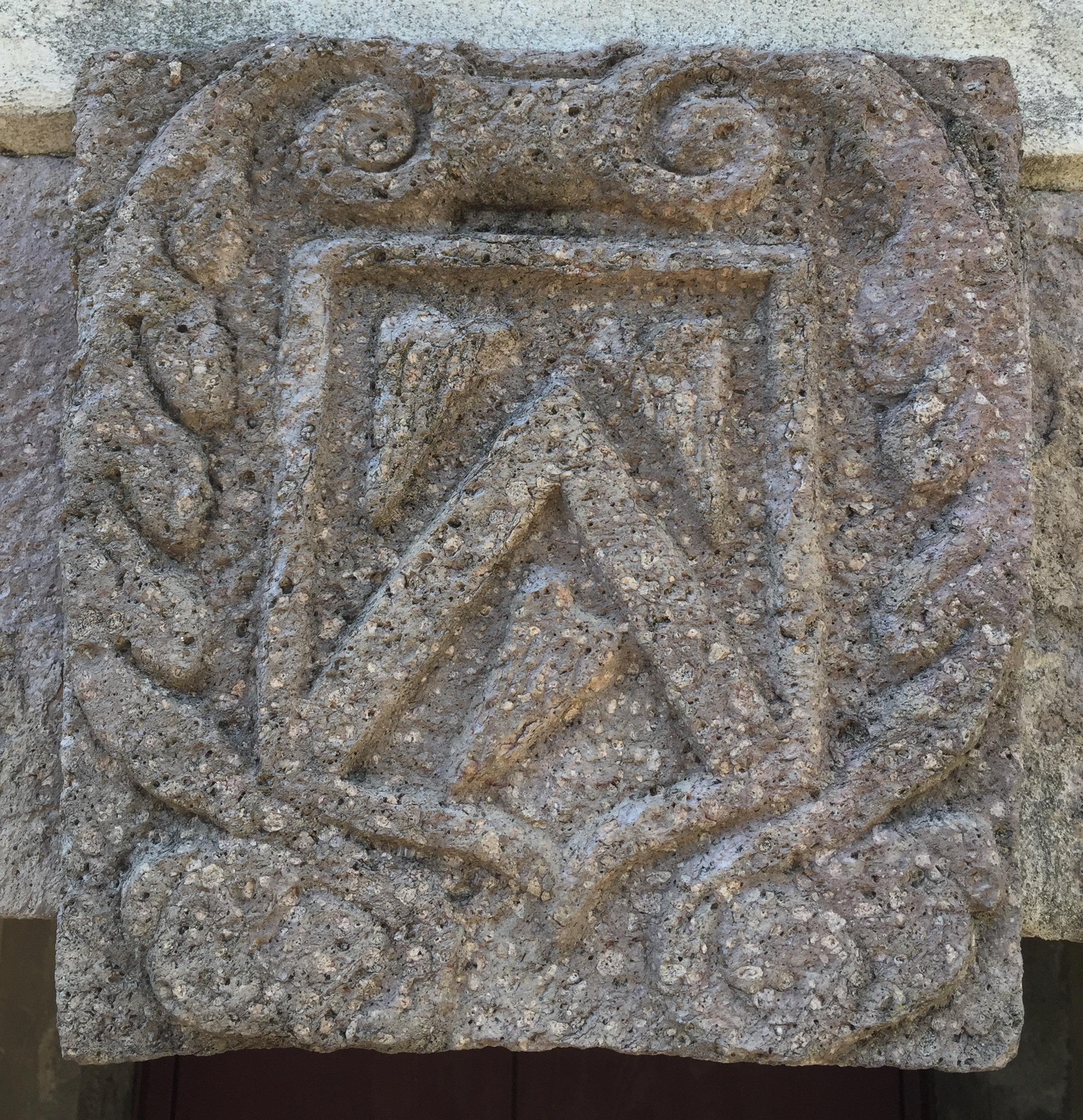
Stemma della famiglia Candì scolpito sulla chiave di volta del portale della cantina

Il portale di trachite della cantina centrale è particolarmente interessante in quanto sulla chiave di volta ostenta in bassorilievo lo stemma della nobile famiglia Candì della quale faceva parte la moglie del Conte Duse, Beldimanda Candì Buzzaccarini.
Il piano soprastante è il piano nobile. È accessibile sia da nord che da sud ma solo tramite scale esterne di trachite euganea. All'interno si ritrova la tipica planimetria delle residenze di campagna di fine Quattrocento richiamante lo schema tripartito dei palazzetti cittadini. Il piano è costituito da un lungo salone centrale, completamente affrescato, e da quattro stanze laterali poste due a due, con affreschi sulla parte alta dei muri. Le due stanze a sud venivano usate in inverno, in quanto sempre esposte al sole e provviste di camini mentre quelle a nord, fatte per essere usate d'estate, sono più riparate e fresche e si affacciano sul cortile interno. I soffitti sono costituiti da travi lignee che conservano ancora in parte l'originale decorazione dipinta. Infine, di particolare interesse risulta la pavimentazione nella stanza di sud-ovest: si tratta di un pastellone veneziano, antesignano del più famoso terrazzo veneziano, e risalente alla costruzione dell'edificio. È uno dei rari esempi rimasti del suo genere. 
Il secondo piano è un ambiente unico con soffitto a mansarda. È caratterizzato dalla presenza di quattro colonne centrali sulle quali la complessa travatura lignea scarica tutto il peso del tetto. È raggiungibile tramite una scala interna e la sua funzione fu sempre quella di granaio.

### Adiacenze
La storia architettonica delle varie adiacenze non è di facile ricostruzione. I numerosi e radicali restauri d'epoca hanno lasciato numerose testimonianze sulla moderna struttura (portali e finestre murati, vecchie fondazioni di pareti abbattute, ecc.) ma non è possibile, storiograficamente, estrapolarne una cronologia. In ogni caso l'uso fu sempre abitativo o di servizio, ad eccezione della barchessa, che divenne abitazione solo a metà dell'Ottocento. 

### Decorazioni

#### Affreschi

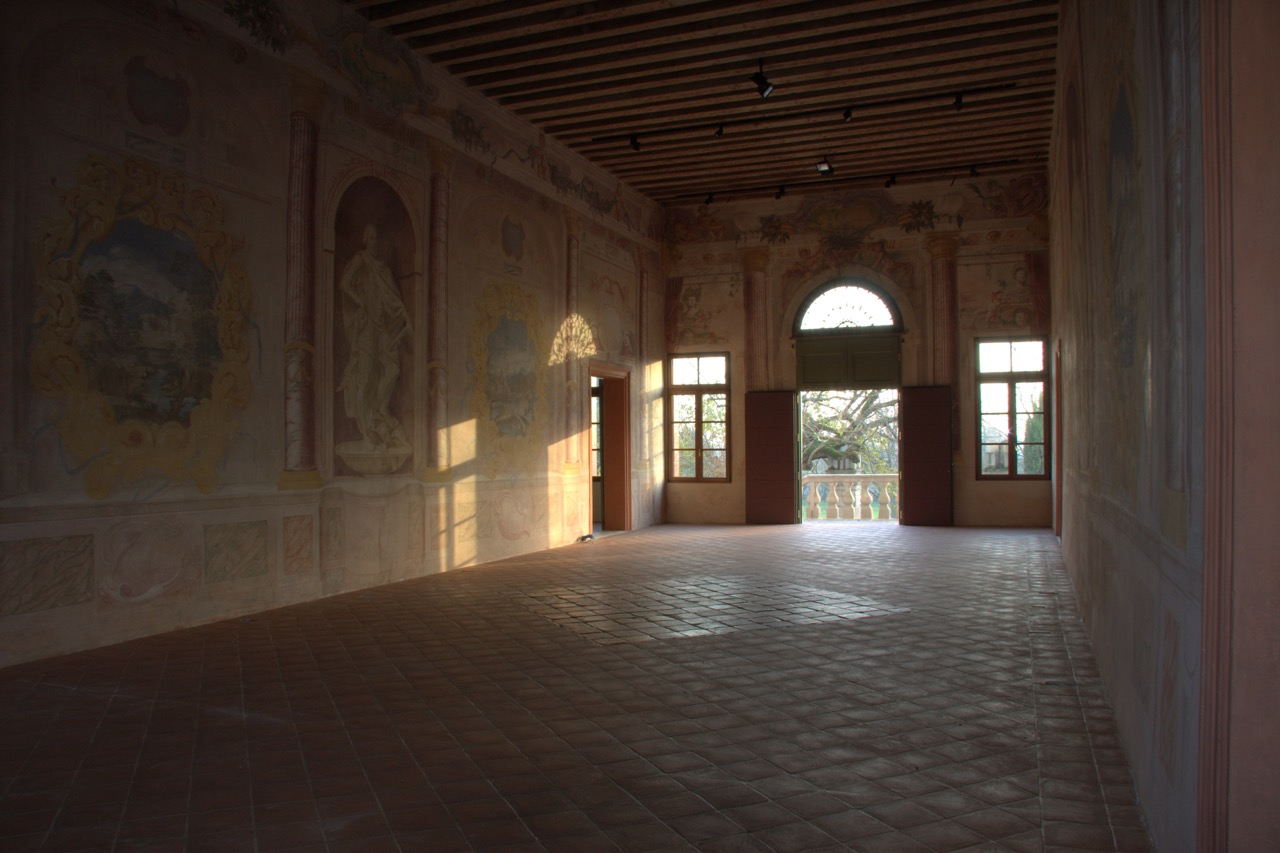
Il salone centrale affrescato visto da nord; al centro la raffigurazione di Arcoano Buzzaccarini

Gli affreschi sono presenti solo nel piano nobile e si differenziano tra di loro per stile ed epoca di realizzazione. Sia l'attribuzione che la datazione rimangono per la maggior parte incerte. 
Il salone centrale presenta pitture a tutta parete raffiguranti, tra l'altro, trofei, putti, busti romani, cornucopie e finte architetture, nel complesso richiamanti la civiltà romana, scelte per ribadire le rivendicazioni dell'origine romana da parte della famiglia Buzzaccarini. Al centro delle due pareti vi sono le figure di due condottieri in armatura da cavaliere dei primi del Seicento: si tratta di Arcoano Buzzaccarini e di uno dei suoi figli, Lodovico, entrambi valorosi comandanti, i quali servirono rispettivamente i da Carrara e la Repubblica di Venezia. Inoltre sono presenti quattro paesaggi: la villa stessa, così come appariva all'epoca della realizzazione dell'affresco, il borgo di Marendole, con il ponte fatto erigere dagli stessi Buzzaccarini, il Castello del Catajo, qui raffigurato prima della ristrutturazione degli Obizzi, e un paesaggio di identificazione incerta.
Le quattro stanze laterali presentano fasce di affreschi nella parte alta delle pareti. Ognuna di esse è caratterizzata da un tema peculiare: troviamo rappresentazioni di animali, raffigurazioni di esedre, panoplie, vedute e diverse raffigurazioni dello stemma dei Buzzaccarini, in un caso partito con lo stemma di un'altra famiglia.
Il restauro del 2006 ha permesso di datare gli affreschi del salone alla prima metà del Seicento e ha portato alla luce, attorno a porte e finestre, cornici dipinte che erano state del tutto coperte dal precedente intonaco per secoli.

#### Camini
I due camini delle stanze sud si collocano stilisticamente in pieno rinascimento. Sono caratterizzati da cappe piramidali leggermente uscenti che raggiungono convergendo l'alto soffitto e da piedritti decorati con scalanature e modiglioni a zampe leonine. Nonostante la notevole somiglianza il camino ad est risulta molto più lavorato di quello ad ovest: il primo ha la cappa affrescata e le mensole e l'architrave intarsiati con rosoni e disegni geometrici colorati, il secondo manca completamente di questi elementi presentandosi di fatto allo stato grezzo.

#### Graffiti
Sui muri del piano nobile dell'edificio principale e sull'intonaco della soffitta e di alcune adiacenze vi sono una notevole quantità di graffiti e scritte che ripercorrono la storia degli ultimi secoli degli edifici. Si possono notare appunti scritti a matita per tenere il conto dei vari raccolti che venivano immagazzinati nelle sale, incisioni di date e frasi di giubilo in ricorrenza della fine della prima guerra mondiale, con ogni probabilità ad opera degli stessi soldati distaccati in questo luogo alla data dell'armistizio del 1918.

### Parco
La parte est del complesso conserva ancora alcune delle piante monumentali del giardino all'inglese che un tempo attorniava gli edifici tra le quali si distingue un cedro dell'età di diversi secoli. 
La parte ovest invece non ne è più provvista: quando la villa venne convertita in azienda agricola, agli inizi del Novecento, il parco venne considerato improduttivo e venne quindi smantellato per lasciare spazio alla silvicoltura. Un noceto ne copre l'intera estensione. Rimane comunque un gelso secolare davanti al prospetto sud del palazzo e nella parte alta del parco è stato preservato un piccolo giardino all'italiana che anticamente si estendeva entro tutta la prima cerchia di mura (come mostra la già citata incisione di Vincenzo Coronelli).

## Cinema
Nell'estate del 2013 Villa Buzzaccarini è stata per alcuni giorni set del film Venezia impossibile, tratto dal romanzo omonimo di Marco Toso Borella.